# Doko Toshio
Doko Toshio est un nom japonais traditionnel ; le nom de famille (ou le nom d'école), Doko, précède donc le prénom (ou le nom d'artiste).
Doko Toshio (土 光 敏夫Dokō Toshio, 15 septembre 1896 - 4 août 1988) est un ingénieur japonais, directeur puis président d'Ishikawajima Heavy Industry (IHI) et de Toshiba.
Il a été l'un des principaux dirigeants du miracle économique japonais après la Seconde Guerre mondiale, en particulier entre 1974 et 1980, lorsqu'il dirigeait Toshiba et était président de la Fédération des entreprises japonaises (Keidanren) .

## Biographie
Toshio Doko est issu d'un milieu modeste. Il bénéficie d'une bourse d'études de Magosaburo Ohara pour étudier à l'école technique supérieure de Tokyo (qui deviendra plus tard l'Université de technologie de Tokyo (Tokyo Kogyo Daigaku).
Diplômé de l'Université de technologie de Tokyo en 1920, Doko a étudié en Suisse en 1923. Il a ensuite travaillé au chantier naval Ishikawajima Co., d'abord en tant que concepteur de turbines, puis est devenu président entre 1950 et 1960, période au cours de laquelle il a réformé l'entreprise pour bénéficier des commandes importantes procurées par les États-Unis pendant la guerre de Corée.
Doko a ensuite présidé le plus grand constructeur naval mondial, Ishikawajima-Harima Heavy Industries Co.Ltd. (IHI), dont il avait conçu et mené la création par fusion de deux chantiers navals en 1960. Il supervise à cette époque la construction de l'Idemitsu Maru, le plus grand pétrolier du monde. Il a rejoint Toshiba en 1965, où il a occupé le poste de vice-président entre 1965 et 1972, et en est devenu le président entre 1972 et 1976. Il a remonté le moral des travailleurs et conduit l'entreprise vers la prospérité.

## Action chez Toshiba
Au début des années 1960, Toshiba connaît une accumulation de problèmes internes aggravés par une récession économique et ses bénéfices sont divisés par trois en un an. En 1965, le Conseil d'administration prend alors une mesure exceptionnelle dans l'histoire de Toshiba : il fait appel à une personnalité extérieure et engage Toshio Doko, auréolé de ses succès chez IHI. Doko prend alors les rênes de Toshiba avec le titre de vice-président tout en conservant son titre de président d'IHI, ce qui en fait le premier industriel du Japon, même si les deux sociétés sont liées par des participations croisées. Celles-ci se renforcent d'ailleurs à l'initiative de Doko, ce qui sécurise la position financière de Toshiba. Doko peut alors réduire la dépendance de Toshiba à l'égard des capitaux empruntés, notamment par le biais d'une augmentation de capital entièrement souscrite par General Electric. 
Il lance également une vaste offensive d'exportation des produits Toshiba dans le monde entier et crée des départements indépendants, afin de mieux piloter l'exportation de biens de consommation et de biens industriels. D'importants contrats ont été conclus avec des entreprises américaines pour exporter des générateurs, des transformateurs et des moteurs, ainsi que des téléviseurs et des appareils ménagers.[réf. nécessaire]
D'autres efforts de rationalisation ont pris la forme d'une expansion de la force de vente, de l'embauche de nouveaux cadres et de la consolidation des opérations. En 1967, Toshiba contrôlait 63 filiales et employait plus de 100 000 personnes. La société était le plus grand fabricant d'électronique du Japon et la quatrième plus grande entreprise du pays, même si ses concurrents nationaux Sony et Hitachi dans les années 1970 étaient encore plus agressifs et performants.[réf. nécessaire]

## Présidence du Keidanren et action publique
Il est considéré comme l'un des présidents marquants du Keidanren, influant sur la politique économique, la simplification administrative et sur le débat public au Japon.
En 1981, Doko Toshio a été nommé président du conseil consultatif du Premier ministre sur la réforme administrative, qui a recommandé en 1983 la privatisation des chemins de fer japonais. À la suite de cette recommandation, Japan Railways Group a été créé en 1987.

## Philosophie
Son mode de vie frugal était proverbial. Jamais en retard ni absent de son travail pendant 40 ans, il est resté fidèle à un petit-déjeuner très simple (un morceau de poisson, du riz et une soupe miso) malgré son ascension sociale. L'ancien premier ministre japonais Yasuhiro Nakasone se rappelle ses sardines séchées pour le dîner. Il utilisait rarement la climatisation en été, et il a fait don de plus de la moitié de son salaire, dans les années 1970, à l'école que sa mère avait établie à Yokohama. 

## Hommage
Le premier ministre Yasuhiro Nakasone avait fait appel à Toko Toshio pour contribuer à la réforme des institutions japonaises, en raison de son style de vie ascétique, bon symbole de la solution  à apporter aux problèmes du Japon, et du fait qu'il avait fait toute sa carrière dans le privé et qu'il était donc, contrairement au personnel du secteur public, familier des méthodes d'efficacité, capable d'une pensée stratégique et de prises de décisions rapides. À l'issue des travaux des différentes commissions ad hoc installés, Nakasone considère que la 2e commission, chargée de la réforme financière et administrative et présidée par Doko, a été plutôt efficace alors que d'autres ont été décevantes
.
Toko Toshio a été décoré du Grand cordon de l'ordre du Soleil levant et du Grand cordon de l'ordre des fleurs de Paulownia.
En 1988, il a reçu à titre posthume la plus haute distinction de l' Association scoute du Japon, le Golden Pheasant Award.

## Liens
- Nécrologie du New York Times